# Everton Football Club Women
El Everton Football Club es un club de fútbol femenino de la ciudad de Liverpool, Inglaterra, que compite en la FA Women's Super League, primera categoría del fútbol femenino en el país. 
Fue fundado en 1983 como Hoylake W.F.C. y más tarde adquirido por el Everton Football Club. Juega sus encuentros de local en el Goodison Park en Liverpool.
El Everton femenino ha ganado la Premier League National Division en una ocasión, la Premier League Cup una vez y la Women's FA Cup dos veces.

## Historia

### Primeros años
El club comenzó sus actividades el 1983 como Hoylake WFC. Alcanzó la final de la Women's FA Cup de 1988, perdiendo ante el Doncaster Belles por 3-1. Sin embargo, el año siguiente alzaron la FA Cup esta vez derrotando a Friends of Fulham por 3-2. 

### Como Everton
En 1995, el club fue conocido como "Everton Ladies" y continuó su buena racha. Alcanzaron la final de la Premier League Cup, donde perdieron por 1-2 contra el Millwall Lionesses. Sin embargo lograron obtener el título al año siguiente.
En 1999 perdieron otra final de League Cup esta vez por 3-1 ante el Arsenal Ladies. Sin embargo, en 2007 el logró el segundo lugar de la liga nacional, y con esto debutaron a nivel internacional en la Liga de Campeones Femenina de la UEFA 2007-08. El club ganó la Premier League Cup de 2008 derrotando al Arsenal en la final; club que en ese entonces llevaba una racha de dos años invictos en Inglaterra.
Luego de terminar en la mitad de la clasificación por algunas temporadas, en septiembre de 2014 tras la derrota por 2-0 ante el Notts County, el club descendió de categoría luego de 21 años en la primera división.
En su tercera temporada en la segunda división, el club ganó el ascenso en la FA WSL 2 Spring Series, un torneo de transición para la antesala de la temporada 2017–18. El Everton ganó 7 de los 9 encuentros y logró el regreso a la Primera división.

### Plantilla 2019-20

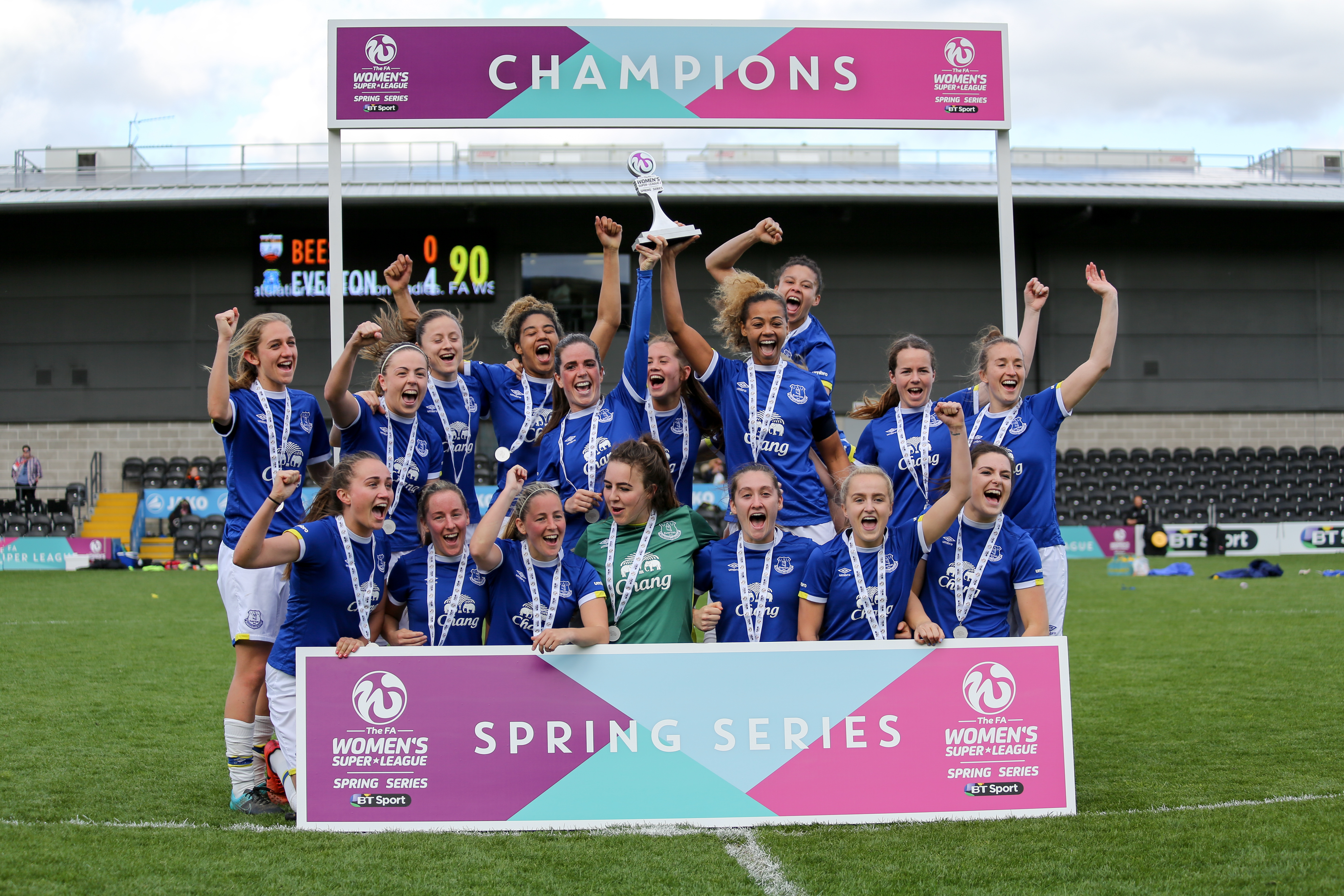
Jugadoras del Everton celebrando la obtención del FA WSL 2 Spring Series en 2017.

## Jugadoras

### Jugadora del año
Premio entregado por el club desde el 2002.
- 2002 - Fara Williams
- 2006 - Jody Handley
- 2007 - Fara Williams
- 2008 - Lindsay Johnson
- 2009 - Fara Williams
- 2010 - Jill Scott
- 2011 - Natasha Dowie
- 2012 - Rachel Brown
- 2013 - Toni Duggan
- 2014 - Nikita Parris
- 2015 - Simone Magill
- 2016 - Kelly Jones
- 2017 - Danielle Turner
- 2018 - Angharad James
- 2019 - Simone Magill[6]

## Palmarés
| Competición nacional                              | Títulos                         | Subcampeonatos                               |
| ------------------------------------------------- | ------------------------------- | -------------------------------------------- |
| FA Women's Premier League National Division (1/5) | 1997-98.                        | 2005-06, 2006-07, 2007-08, 2008-09, 2009-10. |
| FA WSL Spring Series (1/0)                        | 2017.                           |                                              |
| FA Women's Cup (2/3)                              | 1988-89 (como Leasowe Pacific). | 1987-88 (como Leasowe), 2004-05, 2013-14.    |
| FA Women's Premier League Cup (1/2)               | 2007-08.                        | 1996-97, 1998-99.                            |
| FA Women's Community Shield (0/2)                 |                                 | 2006-07, 2008-09.                            |
| Liverpool County FA Cup (1/0)                     | 2006, 2007, 2008                |                                              |